# Зимник (Сафоновський район)
Зимник (рос. Зимник) — присілок Сафоновського району Смоленської області Росії. Входить до складу Прудківського сільського поселення.
Населення — 7 осіб (2007 рік). 